# Remanente Imperial
En el universo ficticio de Star Wars, el Remanente Imperial es una Confederación formada por los supervivientes del Imperio Galáctico. Después de la derrota del Imperio en la Guerra Civil Galáctica, la Alianza Rebelde formó la Nueva República.
Su principal líder fue el almirante Gilad Pellaeon y su capital Bastion. El Remanente tiene dos períodos.
La lucha contra la Nueva República (tras las campañas de Thrawn y el Emperador Clon). El término Remanente Imperial se utiliza desde 10 años después de Yavin y en castellano se le ha conocido también como el Resto por una mala traducción en los videojuegos.
Después de los ataques de la almirante Daala y algunos usuarios de la Fuerza, como los Renacidos y los Sectarios del Sith, el Remanente Imperial comenzó a aislarse gradualmente. Primero en el Núcleo y luego en el Borde Exterior, bajo el liderazgo de Pellaeon, quien abogó por una mayor autonomía en el territorio y delegó el gobierno en su poder y en el Consejo de Moffs. Finalmente, en el año 19 DBY, se logró firmar la paz con la República.
La paz y guerra contra los yuuzhan vong conduciría a la destrucción del Remanente, sus mundos y gentes, y la huida de los supervivientes a la Alianza Galáctica formada por todas las potencias galácticas. El Imperio Galáctico, no obstante, siguió vivo en espíritu y tras el colapso de la Alianza surgió un nuevo Imperio aliado con los Sith y algunos Jedi Grises.
Sin embargo, los Sith capitaneados por Darth Krayt habían sobornado a los moffs imperiales para obligar al Emperador Fel a entrar en guerra con la Alianza. Tras la victoria Sith, estos intentaron asesinar al emperador, y este tuvo que huir, estallando la Insurgencia Anti Sith. Fel se alió con las remanentes de la Alianza Galáctica, y se inició una guerra. Mientras la Orden Jedi busca a Cade Skywalker, último descendiente de el elegido, Caballeros Imperiales, Tropas de Asalto y soldados de la Alianza se enfrentan a Darth Krayt que ya estaba en el lado oscuro.
En el canon actual, luego de la Batalla de Endor, el Imperio reunió a la flota restante para trabajar en la Operación Ceniza. Dicha operación consistía en un plan de contingencia del Emperador en caso de su fallecimiento, y además incluía purgar varios planetas. Sin embargo, luego de que Vardos fuera blanco de la Operación Ceniza, Iden Versio y Del Meeko (miembros del Escuadrón Infernal del Imperio) se unieron a la Nueva República y atacaron a la flota imperial restante.
EӀ fin deӀ Ӏmperio vendría en Ӏa bataӀӀa de Jakku, donde Ӏas fuerzas de Ӏa Nueva RepúbӀica derrotaron a Ӏas fuerzas imperiaӀes y firmaron Ӏa concordancia gaӀáctica, dándoӀe fin aӀ imperio y a Ӏa Guerra CiviӀ GaӀactica. ,Los remantentes imperiaӀes huyeron a Ӏas regiones desconocidas, donde años más tardes se reorganizarían en Ӏa Primera Orden.
- Datos: Q6105216